# Azat Nurgalijev
Azat Malikuly Nurgaliyev (Russisch: Азат Маликұлы Нұрғалиев; Şımkent, 30 juni 1986) is een Kazachs voetballer die sinds 2012 speelt bij Zhetysu Taldykorgan uit Kazachstan. Hij speelt ook voor het Kazachs voetbalelftal.